# ریک استلی
ریچارد پاول اَسْتْلی (به انگلیسی: Richard Paul Astley) ،(تلفظ ‎/ˈrɪk ˈæstli/‎،(زاده ۶ فوریه ۱۹۶۶) خواننده، ترانه‌پرداز، موسیقیدان و شخصیت رادیویی اهل انگلیس است. در سال ۱۹۸۷ آهنگ او «هرگز از تو دست برنخواهم داشت» آهنگ شماره یک در ۲۵ کشور بود. هنگام بازنشستگی‌اش در سال ۱۹۹۳، استلی حدود ۴۰ میلیون در سراسر دنیا فروخته بود.
استلی در سال ۲۰۰۷ برگشته و هنگامی که آهنگ «هرگز از تو دست برنخواهم داشت» که با نام «ریکرولینگ» شناخته شده یک میم اینترنتی شد، به یک پدیدهٔ اینترنتی تبدیل شد. استلی با رأی کاربران اینترنت در جوایز ام‌تی‌وی اروپا در سال ۲۰۰۸ به عنوان «بهترین اجرای شناخته شده تاکنون» انتخاب شد.